# Finnmarkssaltgräs
Finnmarkssaltgräs (Puccinellia finmarchica) är en gräsart som beskrevs av Reidar Elven och L. Borgen ined. Finnmarkssaltgräs ingår i släktet saltgrässläktet, och familjen gräs. Arten har ej påträffats i Sverige.